# Augustinerkirche (Korneuburg)

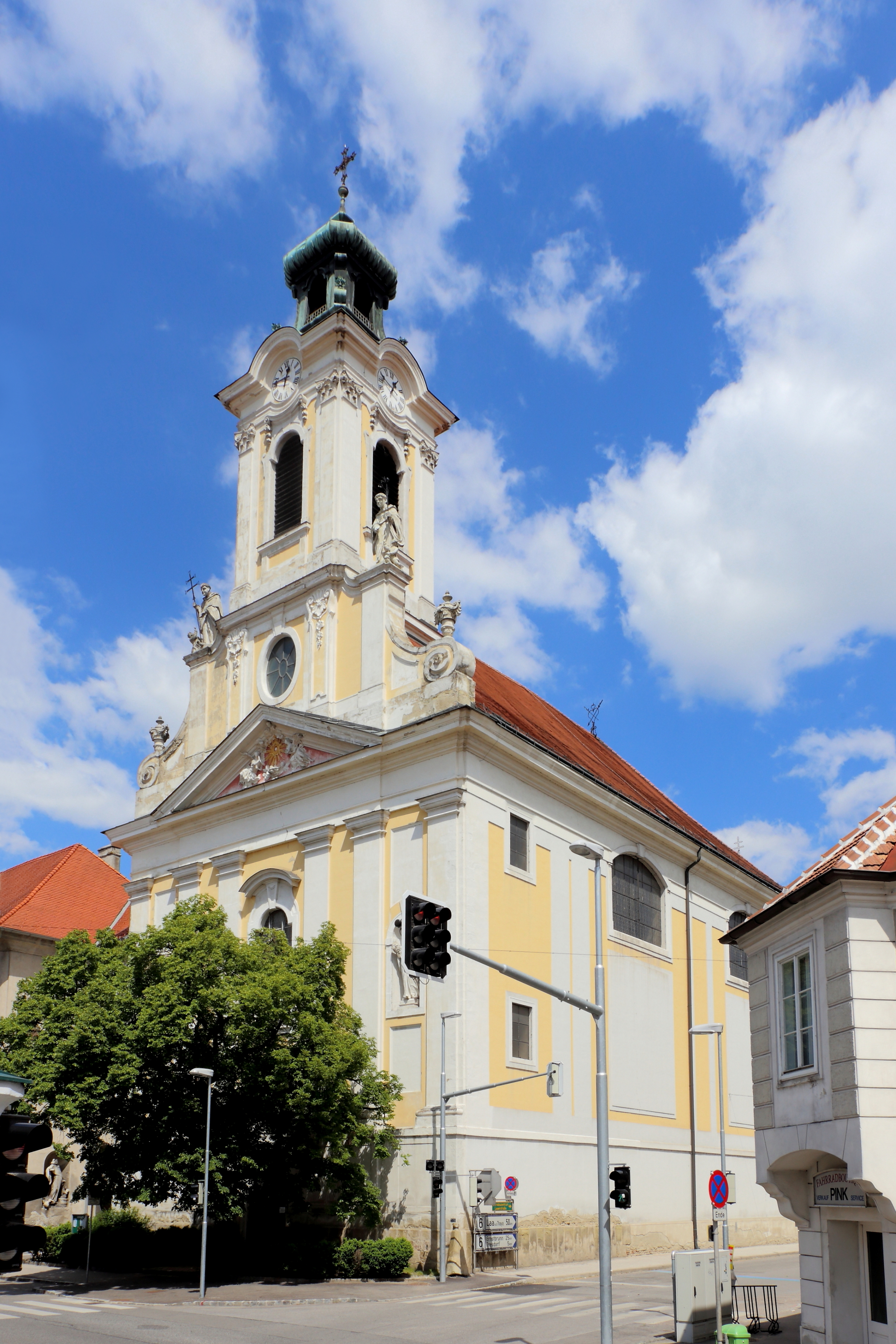
Augustinerkirche in Korneuburg

Die Augustinerkirche ist das Gebäude einer spätbarocken Saalkirche im Stadtzentrum von Korneuburg in Niederösterreich an der Einmündung der Laaer Straße (B6) in die Donau Straße (B3). Es ist nach Nordosten ausgerichtet und bildet die Südostfront des ehemaligen Augustinerklosters. Die Kirche war „Zum allerheiligsten Sakrament“ geweiht. Sie wurde mit 30. Mai 2023 profaniert und ist damit kein Gotteshaus der römisch-katholischen Kirche mehr.
Die Kirche gehörte zum Dekanat Korneuburg im Vikariat Unter dem Manhartsberg, ihr Bau steht gemäß Bescheid des Bundesdenkmalamtes als Teil des Klosterkomplexes unter Denkmalschutz. Die Augustinerkirche war keine Filialkirche der Pfarre Korneuburg, das Kirchengebäude steht im Eigentum der Erzdiözese Wien und wurde seit dem Ende des 17. Jahrhunderts von den Chorherren des Stiftes Klosterneuburg betreut.
Nach der Profanierung wurde der Komplex an eine Holdinggesellschaft verkauft, deren Konzept eine Mischnutzung vorsieht; das Kirchengebäude soll Ausstellungen zu den Themen Kunst und Kultur dienen.

## Baugeschichte
Die Augustinerkirche war die Klosterkirche des ehemaligen Augustinerklosters und teilt dessen Geschichte. Der Vorgängerbau aus dem 14. Jahrhundert wurde im Jahre 1745 abgebrochen und an dessen Stelle bis 1758 ein Neubau nach Plänen des Wiener Baumeisters Johann Enzenhofer errichtet. Enzenhofer, der 1755 verstarb, erlebte die Fertigstellung nicht mehr. Die Innenausstattung nahm einige Jahre in Anspruch, sodass die Konsekration erst im Jahre 1773 erfolgte. 1898 wurde im Zuge einer Restaurierung der Turm nach Plänen des Architekten Max Kropf in seiner heutigen Form errichtet. Eine weitere Restaurierung erfolgte im Jahre 1927.
1945 wurde die Kirche während der Kampfhandlungen im Zweiten Weltkrieg beschädigt und bis 1966 wiederhergestellt.

## Baubeschreibung

### Außen
Die dreiachsige Fassade mit Mittelturm ist gegenüber dem anschließenden Trakt des ehemaligen Klosters zurückversetzt. Der Mittelteil ist durch Doppelpilaster gegliedert und erhebt sich über einer hohen Sockelzone mit Putzfeldern. Über dem Hauptportal ist ein schlankes Rundbogenfenster mit Verdachung. In den Seitenteilen sind auf Höhe des Rundbogenfensters Nischen mit Figuren des heiligen Augustinus und seiner Mutter, der heiligen Monika.
Der Mittelteil der Fassade wird von einem Dreiecksgiebel abgeschlossen, in dessen Giebelfeld ein Relief ist, das eine Hostie im Glorienschein einer Monstranz flankiert von zwei betenden Engeln zeigt.
In der Attikazone über dem Dreiecksgiebel ist ein von ornamentierten Pilastern gerahmter Oculus. Die äußeren Pilaster tragen Figuren der Heiligen Thomas von Villanova und Nikolaus von Tolentino. Jene von Nikolaus von Tolentino ist mit Bernhard Schilcher 1758 bezeichnet.
Die Attika wird seitlich von Voluten mit bekrönenden Ziervasen abgeschlossen. Der Mittelturm ist durch Pilaster gegliedert und hat Schallfenster mit reich verkröpftem Gebälk, in das die Turmuhren integriert sind. Den ursprünglichen einfachen Abschluss hat Max Kropf im Jahre 1898 verändert und die Skulpturen überarbeitet.
Die übrigen Fassadenbereiche sind durch Lisenen und Putzfelder gegliedert und haben hoch angesetzte Segmentbogenfenster mit Steinlaibung. Die Schlusssteine der Fensterbögen liegen im Gebälk unterhalb des Traufgesimses.
Ein dreigeschoßiger Anbau an der linken Chorseite mit reich profiliertem Dachgesims, in dem sich der Zugang zur Sakristei befindet, dürfte das Fragment eines Erweiterungsbaues für das Kloster sein, der nicht zur Ausführung gelangte.

### Innen

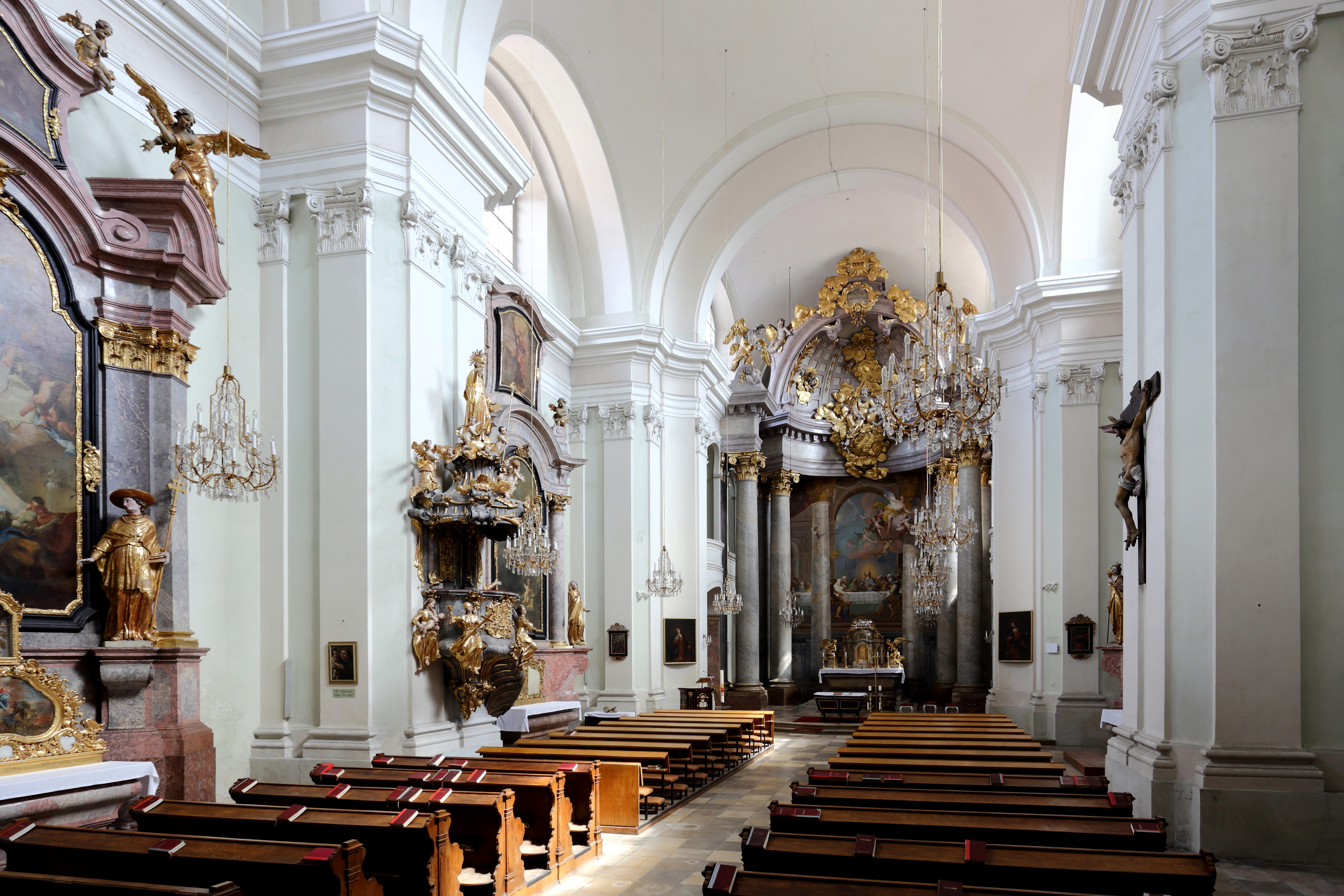
Innenansicht Richtung Hochaltar

Das geräumige 37,70 Meter lange, 15,80 Meter breite und 18,85 Meter hohe Langhaus ist durch Doppelpilaster auf Postamenten und ein reich verkröpftes umlaufendes Gebälk gegliedert. Es hat zwei Joche mit kuppeligen Platzlgewölben und doppelten Gurtbögen. Der Triumph- und der Emporenbogen sind gekehlt, der Chor und die Empore sind leicht eingezogen. Die Empore ist platzlunterwölbt und hat eine mehrfach getreppte geschwungene Brüstung, der Chor ist leicht erhöht mit tiefen Nischen an den Seitenwänden. Die Oratorien haben eine Ädikularahmung und eine geschwungene Brüstung, ähnlich wie die Empore mit eingetieften Zierfeldern.
Zwischen den Säulen des Hochaltars ist unterhalb der Oratorien zu beiden Seiten je eine Tür. Die rechte Tür ist eine Blindtür, durch die linke erreicht man über den nordwestlich angebauten platzlgewölbten Gang die Sakristei, die hinter dem Chor liegt. Die Sakristei ist ein zweijochiger Raum mit einem mit 1748 bezeichneten Platzlgewölbe und breitem Gurtbogen. Im reichen Stuckdekor sind in profilieren Rahmen Fresken mit den Monogrammen von Christus und Maria in Engelsglorie, die um 1773 von Franz Anton Maulbertsch gemalt und später von Josef Zykan etwas übermalt wurden.

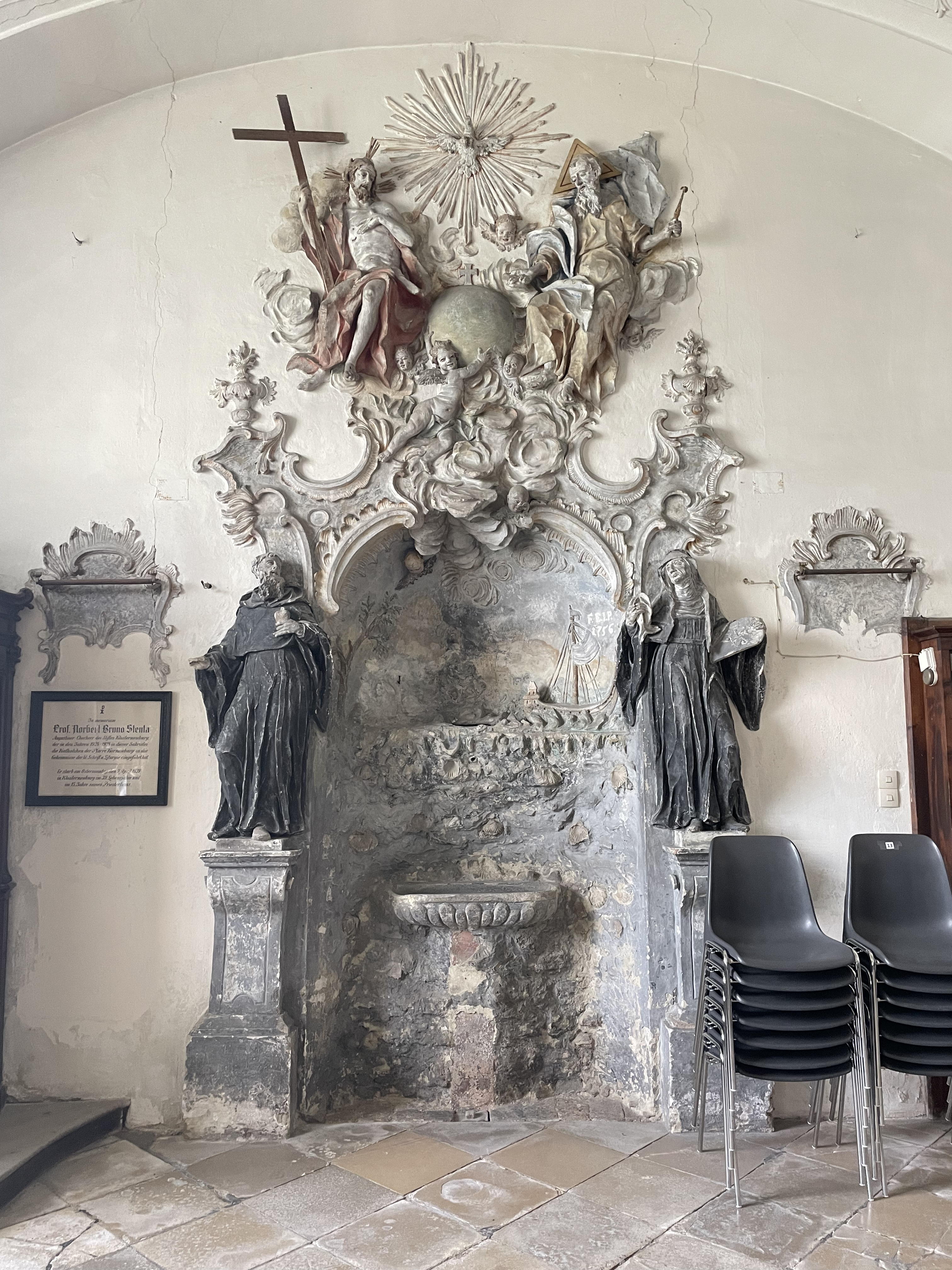
Lavabonische der Sakristei

An der Schmalseite der Sakristei ist eine Lavabonische mit reichem, teilweise beschädigtem Stuck. Ein Flachrelief in der Nische stellt das Schiff dar, mit dem die heilige Monika ihrem Sohn Augustinus auf dem Mittelmeer nachfuhr, um ihn vor dem Unglauben zu retten (Meerlegende). Seitlich davon sind Relieffiguren der Heiligen Augustinus und Monika, beide im Habit der Augustiner–Eremiten. Die Darstellungen werden von einer mit F.E.I.P. 1756 bezeichneten Trinitätsgruppe bekrönt.

## Ausstattung
In einer Nische an der rechten Seite des Chores, gegenüber dem Marienaltar hängt ein Gemälde von Martin Johann Schmidt (Kremser Schmidt), das mit 1779 datiert ist und das Portiunculawunder des heiligen Franz von Assisi darstellt. Es illustriert den zum Klassizismus neigenden Spätstil des Künstlers.
Aus der Schule des Kremser Schmidt stammen die beiden Bilder „Maria Freud“ und „Maria Leid“, die rechts und links an der Schräge des
beginnenden Presbyteriums angebracht sind. Daneben hängen an den Schildwänden des Presbyteriums, dem Kirchenschiff zugewandt, zwei kleine Ölgemälde aus dem Jahre 1752 in Rokokorahmen, die die Heiligen Thekla und Georg darstellen.
Neben der Kanzel hängt ein barockes Bild des heiligen Antonius, der Kanzel gegenüber ist ein großes Holzkruzifix aus dem dritten Viertel des 18. Jahrhunderts.
In einer Glasvitrine beim Arme-Seelen-Altar ist ein Totenkopf mit aufgemalter Inschrift Quando apparebo ante faciem Dei (Psalm 41,3: Wann werde ich vor Gottes Angesicht erscheinen).
Unter der Empore ist ein Gitter, das im Jahre 1990 nach Plänen des Bundesdenkmalamtes angefertigt wurde. Dahinter sind Kopien des Kreuzweges von Martin von Feuerstein.

### Kanzel
Am mittleren Langhauspfeiler ist die Rokokokanzel mit der Inschrift „G. A. Scheffler hier gefast in Jahr 1764–20. October“. Ob Scheffler der Schöpfer der Kanzel ist oder ob er nur als Fassmaler daran beteiligt war, ist nicht geklärt. Die Kanzel zeigt noch keine Züge des Klassizismus, der geschwungene Aufgang mit Rokoko–Rahmengliederung ist reich geschnitzt, marmoriert und vergoldet. Die beiden Reliefs zeigen an der Rückwand des mehrfach geschwungenen Kanzelkorbes die Predigt Johannes des Täufers und an der Kanzelbrüstung den zwölfjährigen Jesus im Tempel. An der Brüstung sitzen die symbolischen Figuren von Glaube, Hoffnung und Liebe. Den Schalldeckel bekrönt eine Figurengruppe des heiligen Augustinus im Habit der Augustiner-Eremiten in Engelglorie.

### Hochaltar
Der monumentale marmorierte und vergoldete klassizistische Hochaltar aus der Zeit um 1770 ist in das umlaufende Gesims integriert. Vier mächtige Säulen sind mit Pfeilern und Pilastern hinterlegt. Die vorderen werden durch adorierende Engel auf Voluten bekrönt, auf den hinteren ruht eine kassettierte Halbkuppel mit einer Figurengruppe, die Gott den Vater in einer Engelsglorie zeigt. Der Scheitelbereich des Kuppelbogens ist mit vergoldetem reichen Gewölk und einer Inschriftenkartusche versehen, die vom Namen Gottes in hebräischer Schrift (יהוה), umgeben von einem Strahlenkranz, bekrönt wird.
An der Abschlusswand ist das grossformatige Altarbild, eines der Hauptwerke Maulbertschs, das seine Wendung zum Klassizismus kennzeichnet. Es zeigt das Letzte Abendmahl und wurde 1773 gemalt. Gemalte Säulen setzen die Säulenarchitektur fort und vermitteln die räumliche Illusion, die flache Chorwand sei optisch nach hinten erweitert. Der Tabernakel in Tempietto–Form zeigt das Lamm Gottes und wird von adorierenden Engeln flankiert.

### Seitenaltäre
Marienaltar
In der linken Nische des Chores ist ein kleiner Altaraufbau aus Stuckmarmor mit Doppelsäulchen, deren Kapitelle und Leuchter modern ergänzt wurden. Auf dem Altar ist eine Kopie des Gnadenbildes „Schwarzen Madonna des hl. Thomas“ aus der Abtei St. Thomas in Alt Brünn. Dieses Ölbild in Rokokorahmen wurde im Jahre 1773 in die Augustinerkirche Korneuburg gebracht.
Zwischen den Pfeilern des Langhauses sind vier große einheitlich gestaltete Seitenaltäre aus dem Jahre 1764. Sie haben reiche Stuckmarmoraufbauten mit Pilastern und Säulen und werden von lebensgrossen Figuren auf Volutensockeln flankiert. Ihre Auszüge ragen ins umlaufende Gebälk. Die Altäre im ersten Joch haben gesprengte Giebel mit Engeln, Rokokoleuchter und reich ornamentierte Tabernakel. Die Altarbilder stammen von Maulbertsch und seiner Werkstatt, sind deutlich dunkler als das Hochaltarbild und zeigen noch stärkere Bindung an den Barock.
Monikaaltar
Der Altar ist im Langhaus links zwischen Chor und Kanzel. Das Hauptbild, das von Felix Ivo Leicher aus der Schule von Maulbertsch stammen dürfte, zeigt die Muttergottes, die der heiligen Monika einen Gürtel als Zeichen des dritten Ordens der Augustiner-Eremiten überreicht. Im Oberbild ist der heilige Andreas dargestellt. Der Altar wird von Statuen der Heiligen Joachim und Anna flankiert.
Pestaltar
Nach der Kanzel folgt auf der linken Seite der Pestaltar mit einem Hauptbild des heiligen Rochus von Maulbertsch, einem Oberbild der heiligen Rosalia und einem Tabernakelbild der heiligen Thekla. Den Altar flankieren Statuen der Heiligen Sebastian und Karl Borromäus.
Augustinusaltar
Gegenüber dem Monikaaltar ist an der rechten Seite des Langhauses dieser Altar mit dem heiligen Augustinus von Maulbertsch im Hauptbild, der Immaculata um Oberbild und dem Leichnam des Johannes Nepomuk auf dem Tabernakelbild. Flankierende Figuren sind Statuen der Heiligen Maria Magdalena und Katharina.
Arme-Seelen-Altar
Dem Pestaltar gegenüber liegt der Altar mit dem von Maulbertsch gemalten heiligen Nikolaus von Tolentino im Hauptbild und Szenen aus seinem Leben in zwei kleinen Bildern. Statuen der Heiligen Florian und Donatus flankieren den Altar.

### Sakristei
In der Sakristei sind spätbarocke Beichtstühle und Sakristeischränke, einer davon mit einem eingetieften Ölbild aus der Mitte des 18. Jahrhunderts, das den Leichnam Christi zeigt, der von Engeln beweint wird. Eine kleine Konsolfigur des heiligen Augustinus vervollständigt die Sakristeiausstattung.
Im Sakristeigang werden in Glasvitrinen mehrere spätbarocke Paramente aufbewahrt. Im Zugang von der Laaer Straße (B6) ist ein spätbarockes Vortragekreuz aus der Zeit um 1770.

### Orgel
Die Orgel mit mechanischer Traktur und 17 Registern wurde im Jahre 1970 von Gregor Hradetzky gebaut. Ihr
Klang entspricht dem weichen und zierlichen Prospekt im Rokokostil. Der in den Farben gün, weiß und Gold gefasste Prospekt ist zu beiden Seiten des Fensters angeordnet und in gleicher Art wie die Emporenbrüstung reich mit Ziervasen und musizierenden Putten versehen.
| I Manual C–g3   |       |
| Prinzipal       | 8′    |
| Rohrflöte       | 8′    |
| Octave          | 4′    |
| Flachflöte      | 2′    |
| Sesquialtera II | 2 ⁄3′ |
| Mixtur III–IV   | 1 ⁄3′ |

| II Manual C–g3 |       |
| Gedeckt        | 8′    |
| Prinzipal      | 4′    |
| Rohrflöte      | 4′    |
| Oktave         | 2′    |
| Quinte         | 1 ⁄3′ |
| Scharff IV     | 1′    |
| Krummhorn      | 8′    |

| Pedal C–f1 |     |
| Subbass    | 16′ |
| Oktavbass  | 8′  |
| Choralbass | 4′  |
| Fagott     | 16′ |

- Koppeln: II/I, I/P, II/P

### Glocken
Der Turm beherbergt ein Vierergeläut. Die große Glocke wurde im Jahre 1791 von Theresia Scheichel gegossen und erklingt fast als Oktavglocke. Die kleinste Glocke ist die älteste und wurde von Franz Josef Scheichel im Jahr 1763 geschaffen. Diese beiden Barockglocken sind vermutlich dem heiligen Franciscus und den Heiligen Josef und Anna geweiht. Von der Glockengießerei Rudolf Perner stammen die beiden mittleren Glocken, die größere Augustinusglocke und die kleinere Marienglocke, die im Jahre 1972 gegossen wurden. Das Vierergeläut erklingt im Motiv „Christ ist erstanden“ auf den Tönen g1, a1, c2 und d2.